# Trillium foetidissimum
Espèce
Classification APG II (2003)
Trillium foetidissimum est une plante herbacée, vivace et rhizomateuse de la famille des Liliaceae (classification classique) ou des Melanthiaceae (classification APG II, 2003).

## Description
Cette plante originaire de la Louisiane fleurit au printemps dans les forêts des ravins et des plaines alluviales. Les pétales de 1,5 à 4 cm sont pourpres ou marron. Les feuilles ovales ont des taches très prononcées. Le fruit est une baie marron.

## Aire de répartition
Louisiane à l’est du Mississippi.

## Divers
La variété luteum J.D. Freeman est à fleur jaune ou jaune citron. Lorsqu’il fait chaud, cette espèce répand une odeur désagréable. Ses feuilles sont très décoratives.

## Sources
- Frederick W. Case, Jr. & Roberta B. Case, Trilliums, Timber Press, 1997  (ISBN 0-88192-374-5)